# Windows 10 phiên bản tháng 10 năm 2018
Windows 10 phiên bản tháng 10 năm 2018 (còn được biết đến với số hiệu 1809 và tên mã "Redstone 5") là bản cập nhật thứ sáu của Windows 10 đồng thời là bản cập nhật cuối cùng dưới tên mã "Redstone". Nó có số bản dựng (build number) là 10.0.17763. Đây là bản Windows 10 "tai tiếng" và gây ảm ảnh cho người dùng nhất bởi hàng loạt lỗi tồn đọng cũng như hiện tượng "khắc phục xong lỗi này thì lỗi khác lại xuất hiện".
Ngày 14/2/2018, bản xem trước đầu tiên của Windows 10 1809 được trình làng cho các thành viên của chương trình người dùng nội bộ Windows. Đến ngày 2/10/2018, Windows 10 1809 chính thức được phát hành rộng rãi lần đầu tiên. Sau khi nó gặp phải vấn đề nghiêm trọng liên quan đến dữ liệu người dùng, Microsoft đã phát hành lại bản cập nhật này cho các thành viên của chương trình Insider, đồng thời lên tiếng về những gì đã xảy ra đối với những người dùng đã gặp phải vấn đề trên. Sau khi đã khắc phục được sự cố dữ liệu cá nhân của nhiều người dùng bị mất hàng loạt trên, Microsoft lại phải đối mặt với sự tồn tại của một lỗi có liên quan đến việc tệp bị ghi đè mà không có bất kỳ xác nhận hay cảnh báo nào khi giải nén các tệp có đuôi.zip. Ngày 13/11/2018, Windows 10 1809 đã được tái phát hành rộng rãi sau khi các vấn đề trên được khắc phục.
Hỗ trợ cho Windows 10 1809 dự kiến kết thúc vào ngày 12/5/2020 (đối với bản Home và Pro) nhưng do ảnh hưởng của đại dịch COVID-19, Microsoft đã lùi thời hạn này đến ngày 10/11/2020, sau khi bản dựng 10.0.17763.1577 cho hai phiên bản trên được trình làng. Đến ngày 11/5/2021, bản Enterprise và Education của Windows 10 1809 cũng đã bị ngừng hỗ trợ cùng với phiên bản 1909 của các bản Home và Pro.

## Các tính năng
Phiên bản 1809 có các tính năng và sự thay đổi sau:
- Ứng dụng Your Phone - một ứng dụng chuyên dụng để kết nối PC với điện thoại thông minh
- Chế độ Tối (Dark Mode) xuất hiện trong phần Cá nhân hóa của Settings
- Ứng dụng Trung tâm Bảo mật của Bộ bảo vệ Windows (Windows Defender Security Center) đổi tên thành Bộ Bảo mật Windows (Windows Security Center) và được cải tiến để bảo vệ tốt hơn
- Ứng dụng Snip & Sketch xuất hiện, thay thế Snipping Tool làm phần mềm chụp màn hình mặc định
- Game Bar được làm mới
- Notepad được "tái sinh"
- Đăng nhập nhanh từ PC được chia sẻ trong Mạng cục bộ xuất hiện

## Lịch sử phát triển
| Trạng thái: | Phiên bản cũ, không được hỗ trợ | Phiên bản cũ, vẫn được hỗ trợ |

| Các phiên bản xem trước của Windows 10 1809 | Các phiên bản xem trước của Windows 10 1809 | Các phiên bản xem trước của Windows 10 1809 |
| Bản dựng                                    | Ngày ra mắt                                 | Tính năng nổi bật |
| ------------------------------------------- | ------------------------------------------- | --- |
| 10.0.17604                                  | 14/2/2018                                   | - Giao tiếp thiết bị đầu vào và ứng dụng được cải thiện - Bản Windows 10 Pro dành cho Máy trạm được trang bị thêm tính năng mới - Trang bị Hiệu suất Tối ưu đã được cải thiện - Trải nghiệm OOBE được cải thiện |
| 10.0.17618                                  | 7/3/2018                                    | |
| 10.0.17623                                  | 16/3/2018                                   | |
| 10.0.17627                                  | 21/3/2018                                   | |
| 10.0.17634                                  | 29/3/2018                                   | |
| 10.0.17639                                  | 4/4/2018                                    | |
| 10.0.17643                                  | 12/4/2018                                   | |
| 10.0.17650                                  | 19/4/2018                                   | |
| 10.0.17655                                  | 25/4/2018                                   | |
| 10.0.17661                                  | 3/5/2018                                    | |
| 10.0.17666                                  | 9/5/2018                                    | |
| 10.0.17672                                  | 16/5/2018                                   | |
| 10.0.17677                                  | 24/5/2018                                   | |
| 10.0.17682                                  | 31/5/2018                                   | |
| 10.0.17686                                  | 6/6/2018                                    | |
| 10.0.17692                                  | 14/6/2018                                   | |
| 10.0.17704                                  | 27/6/2018                                   | |
| 10.0.17711                                  | 6/7/2018                                    | |
| 10.0.17713                                  | 11/7/2018                                   | |
| 10.0.17723                                  | 25/7/2018                                   | |
| 10.0.17728                                  | 31/7/2018                                   | |
| 10.0.17730                                  | 3/8/2018                                    | |
| 10.0.17733                                  | 8/8/2018                                    | |
| 10.0.17735                                  | 10/8/2018                                   | |
| 10.0.17738                                  | 14/8/2018                                   | |
| 10.0.17741                                  | 17/8/2018                                   | |
| 10.0.17744                                  | 21/8/2018                                   | |
| 10.0.17746                                  | 24/8/2018                                   | |
| 10.0.17751                                  | 31/8/2018                                   | |
| 10.0.17754                                  | 5/9/2018                                    | |
| 10.0.17755                                  | 7/9/2018                                    | |
| 10.0.17758                                  | 11/9/2018                                   | |
| 10.0.17760                                  | 14/9/2018                                   | |
| 10.0.17763                                  | 18/9/2018                                   | |
| Bản dựng                                    | Ngày ra mắt                                 | Tính năng nổi bật |

| Các phiên bản được phát hành rộng rãi của Windows 10 1809 | Các phiên bản được phát hành rộng rãi của Windows 10 1809 | Các phiên bản được phát hành rộng rãi của Windows 10 1809 | Các phiên bản được phát hành rộng rãi của Windows 10 1809               |
| Bản dựng                                                  | Mã hiệu                                                   | Ngày ra mắt                                               | Tính năng nổi bật                                                       |
| --------------------------------------------------------- | --------------------------------------------------------- | --------------------------------------------------------- | ----------------------------------------------------------------------- |
| 10.0.17763.1 Phiên bản 1809                               |                                                           | 2/10/2018                                                 |                                                                         |
| 10.0.17763.17                                             | KB4467228                                                 | 9/10/2018                                                 |                                                                         |
| 10.0.17763.55                                             | KB4464330                                                 | 9/10/2018                                                 |                                                                         |
| 10.0.17763.104                                            | KB4464455                                                 | 16/10/2018                                                |                                                                         |
| 10.0.17763.107                                            | KB4464455                                                 | Xem trước: 30/10/2018 Chính thức: 13/11/2018              |                                                                         |
| 10.0.17763.134                                            | KB4467708                                                 | 13/11/2018                                                |                                                                         |
| 10.0.17763.165                                            | KB4469342                                                 | 16/11/2018                                                |                                                                         |
| 10.0.17763.167                                            | KB4469342                                                 | 27/11/2018                                                |                                                                         |
| 10.0.17763.168                                            | KB4469342                                                 | Xem trước: 3/12/2018 Chính thức: 5/12/2018                |                                                                         |
| 10.0.17763.194                                            | KB4471332                                                 | 11/12/2018                                                |                                                                         |
| 10.0.17763.195                                            | KB4483235                                                 | 19/12/2018                                                |                                                                         |
| 10.0.17763.253                                            | KB4480116                                                 | 8/1/2019                                                  |                                                                         |
| 10.0.17763.288                                            | KB4476976                                                 | 11/1/2019                                                 |                                                                         |
| 10.0.17763.292                                            | KB4476976                                                 | Xem trước: 18/1/2019 Chính thức: 22/1/2019                |                                                                         |
| 10.0.17763.316                                            | KB4487044                                                 | 12/2/2019                                                 |                                                                         |
| 10.0.17763.348                                            | KB4482887                                                 | 1/3/2019                                                  |                                                                         |
| 10.0.17763.349                                            | KB4492978                                                 | 7/3/2019                                                  |                                                                         |
| 10.0.17763.379                                            | KB4489899                                                 | 12/3/2019                                                 |                                                                         |
| 10.0.17763.402                                            | KB4490481                                                 | 21/3/2019                                                 |                                                                         |
| 10.0.17763.404                                            | KB4490481                                                 | Xem trước: 1/4/2019 Chính thức: 2/4/2019                  |                                                                         |
| 10.0.17763.437                                            | KB4493509                                                 | 9/4/2019                                                  |                                                                         |
| 10.0.17763.439                                            | KB4501835                                                 | 1/5/2019                                                  |                                                                         |
| 10.0.17763.475                                            | KB4495667                                                 | 3/5/2019                                                  |                                                                         |
| 10.0.17763.503                                            | KB4494441                                                 | 14/5/2019                                                 |                                                                         |
| 10.0.17763.504                                            | KB4505056                                                 | 19/5/2019                                                 |                                                                         |
| 10.0.17763.529                                            | KB4497934                                                 | 21/5/2019                                                 |                                                                         |
| 10.0.17763.557                                            | KB4503327                                                 | 11/6/2019                                                 |                                                                         |
| 10.0.17763.592                                            | KB4501371                                                 | 18/6/2019                                                 |                                                                         |
| 10.0.17763.593                                            | KB4509479                                                 | 26/6/2019                                                 |                                                                         |
| 10.0.17763.615                                            | KB4507469                                                 | 9/7/2019                                                  |                                                                         |
| 10.0.17763.652                                            | KB4505658                                                 | 22/7/2019                                                 |                                                                         |
| 10.0.17763.678                                            | KB4511553                                                 | 13/8/2019                                                 |                                                                         |
| 10.0.17763.720                                            | KB4512534                                                 | 17/8/2019                                                 |                                                                         |
| 10.0.17763.737                                            | KB4512578                                                 | 10/9/2019                                                 |                                                                         |
| 10.0.17763.740                                            | KB4522015                                                 | 23/9/2019                                                 |                                                                         |
| 10.0.17763.774                                            | KB4516077                                                 | 24/9/2019                                                 |                                                                         |
| 10.0.17763.775                                            | KB4524148                                                 | 3/10/2019                                                 |                                                                         |
| 10.0.17763.805                                            | KB4519338                                                 | 8/10/2019                                                 |                                                                         |
| 10.0.17763.832                                            | KB4520062                                                 | 15/10/2019                                                |                                                                         |
| 10.0.17763.864                                            | KB4523205                                                 | 12/11/2019                                                |                                                                         |
| 10.0.17763.914                                            | KB4530715                                                 | 10/12/2019                                                |                                                                         |
| 10.0.17763.973                                            | KB4534273                                                 | 14/1/2020                                                 |                                                                         |
| 10.0.17763.1012                                           | KB4534321                                                 | 23/1/2020                                                 |                                                                         |
| 10.0.17763.1039                                           | KB4532691                                                 | 11/2/2020                                                 |                                                                         |
| 10.0.17763.1075                                           | KB4537818                                                 | 25/2/2020                                                 |                                                                         |
| 10.0.17763.1098                                           | KB4538461                                                 | 10/3/2020                                                 |                                                                         |
| 10.0.17763.1131                                           | KB4541331                                                 | 17/3/2020                                                 |                                                                         |
| 10.0.17763.1158                                           | KB4549949                                                 | 14/4/2020                                                 |                                                                         |
| 10.0.17763.1192                                           | KB4550969                                                 | 21/4/2020                                                 |                                                                         |
| 10.0.17763.1217                                           | KB4551853                                                 | 12/5/2020                                                 |                                                                         |
| 10.0.17763.1282                                           | KB4561608                                                 | 9/6/2020                                                  |                                                                         |
| 10.0.17763.1294                                           | KB4567513                                                 | 16/6/2020                                                 |                                                                         |
| 10.0.17763.1339                                           | KB4558998                                                 | 14/7/2020                                                 |                                                                         |
| 10.0.17763.1369                                           | KB4559003                                                 | 21/7/2020                                                 |                                                                         |
| 10.0.17763.1397                                           | KB4565349                                                 | 11/8/2020                                                 |                                                                         |
| 10.0.17763.1457                                           | KB4570333                                                 | 8/9/2020                                                  |                                                                         |
| 10.0.17763.1490                                           | KB4577069                                                 | 16/9/2020                                                 |                                                                         |
| 10.0.17763.1518                                           | KB4577668                                                 | 13/10/2020                                                |                                                                         |
| 10.0.17763.1554                                           | KB4580390                                                 | 20/10/2020                                                |                                                                         |
| 10.0.17763.1577                                           | KB4586793                                                 | 10/11/2020                                                |                                                                         |
| 10.0.17763.1579                                           | KB4594442                                                 | 17/11/2020                                                | Chỉ áp dụng cho các phiên bản Enterprise, Education và Enterprise LTSC. |
| 10.0.17763.1613                                           | KB4586839                                                 | 19/11/2020                                                | Chỉ áp dụng cho các phiên bản Enterprise, Education và Enterprise LTSC. |
| 10.0.17763.1637                                           | KB4592440                                                 | 8/12/2020                                                 | Chỉ áp dụng cho các phiên bản Enterprise, Education và Enterprise LTSC. |
| 10.0.17763.1697                                           | KB4598230                                                 | 12/1/2021                                                 | Chỉ áp dụng cho các phiên bản Enterprise, Education và Enterprise LTSC. |
| 10.0.17763.1728                                           | KB4598296                                                 | 21/1/2021                                                 | Chỉ áp dụng cho các phiên bản Enterprise, Education và Enterprise LTSC. |
| 10.0.17763.1757                                           | KB4601345                                                 | 9/2/2021                                                  | Chỉ áp dụng cho các phiên bản Enterprise, Education và Enterprise LTSC. |
| 10.0.17763.1790                                           | KB4601383                                                 | 16/2/2021                                                 | Chỉ áp dụng cho các phiên bản Enterprise, Education và Enterprise LTSC. |
| 10.0.17763.1817                                           | KB5000822                                                 | 9/3/2021                                                  | Chỉ áp dụng cho các phiên bản Enterprise, Education và Enterprise LTSC. |
| 10.0.17763.1821                                           | KB5001568                                                 | 15/3/2021                                                 | Chỉ áp dụng cho các phiên bản Enterprise, Education và Enterprise LTSC. |
| 10.0.17763.1823                                           | KB5001638                                                 | 18/3/2021                                                 | Chỉ áp dụng cho các phiên bản Enterprise, Education và Enterprise LTSC. |
| 10.0.17763.1852                                           | KB5000854                                                 | 25/3/2021                                                 | Chỉ áp dụng cho các phiên bản Enterprise, Education và Enterprise LTSC. |
| 10.0.17763.1879                                           | KB5001342                                                 | 13/4/2021                                                 | Chỉ áp dụng cho các phiên bản Enterprise, Education và Enterprise LTSC. |
| 10.0.17763.1911                                           | KB5001384                                                 | 22/4/2021                                                 | Chỉ áp dụng cho các phiên bản Enterprise, Education và Enterprise LTSC. |
| 10.0.17763.1935                                           | KB5003171                                                 | 11/5/2021                                                 | Chỉ áp dụng cho các phiên bản Enterprise, Education và Enterprise LTSC. |
| 10.0.17763.1971                                           | KB5003217                                                 | 20/5/2021                                                 | Chỉ áp dụng cho phiên bản Enterprise LTSC.                              |
| 10.0.17763.1999                                           | KB5003646                                                 | 8/6/2021                                                  | Chỉ áp dụng cho phiên bản Enterprise LTSC.                              |
| 10.0.17763.2028                                           | KB5003703                                                 | 15/6/2021                                                 | Chỉ áp dụng cho phiên bản Enterprise LTSC.                              |
| 10.0.17763.2029                                           | KB5004947                                                 | 6/7/2021                                                  | Chỉ áp dụng cho phiên bản Enterprise LTSC.                              |
| 10.0.17763.2061                                           | KB5004244                                                 | 13/7/2021                                                 | Chỉ áp dụng cho phiên bản Enterprise LTSC.                              |
| 10.0.17763.2090                                           | KB5004308                                                 | 20/7/2021                                                 | Chỉ áp dụng cho phiên bản Enterprise LTSC.                              |
| 10.0.17763.2091                                           | KB5005394                                                 | 27/7/2021                                                 | Chỉ áp dụng cho phiên bản Enterprise LTSC.                              |
| 10.0.17763.2114                                           | KB5005030                                                 | 10/8/2021                                                 | Chỉ áp dụng cho phiên bản Enterprise LTSC.                              |
| 10.0.17763.2145                                           | KB5005102                                                 | 26/8/2021                                                 | Chỉ áp dụng cho phiên bản Enterprise LTSC.                              |
| 10.0.17763.2183                                           | KB5005568                                                 | 14/9/2021                                                 | Chỉ áp dụng cho phiên bản Enterprise LTSC.                              |
| 10.0.17763.2210                                           | KB5005625                                                 | 21/9/2021                                                 | Chỉ áp dụng cho phiên bản Enterprise LTSC.                              |
| 10.0.17763.2237                                           | KB5006672                                                 | 12/10/2021                                                | Chỉ áp dụng cho phiên bản Enterprise LTSC.                              |
| 10.0.17763.2268                                           | KB5006744                                                 | 19/10/2021                                                | Chỉ áp dụng cho phiên bản Enterprise LTSC.                              |
| 10.0.17763.2300                                           | KB5007206                                                 | 9/11/2021                                                 | Chỉ áp dụng cho phiên bản Enterprise LTSC.                              |
| 10.0.17763.2305                                           | KB5008602                                                 | 14/11/2021                                                | Chỉ áp dụng cho phiên bản Enterprise LTSC.                              |
| 10.0.17763.2330                                           | KB5007266                                                 | 22/11/2021                                                | Chỉ áp dụng cho phiên bản Enterprise LTSC.                              |
| 10.0.17763.2366                                           | KB5008218                                                 | 14/12/2021                                                | Chỉ áp dụng cho phiên bản Enterprise LTSC.                              |
| 10.0.17763.2369                                           | KB5010196                                                 | 4/1/2022                                                  | Chỉ áp dụng cho phiên bản Enterprise LTSC.                              |
| 10.0.17763.2452                                           | KB5009557                                                 | 11/1/2022                                                 | Chỉ áp dụng cho phiên bản Enterprise LTSC.                              |
| Bản dựng                                                  | Mã hiệu                                                   | Ngày ra mắt                                               | Tính năng nổi bật                                                       |